# Океанология
Океанологията или океанография е съвкупност от научни дисциплини за физическите, химическите, геоложките и биологичните процеси и явления в Световния океан. Целесъобразността от обединяването на физиката, химията, геологията и биологията на океана в една наука се определя единствено от средата, в която протичат разнородни процеси, многообразните взаимодействия между тях и общата методоложка основа на тяхното изучаване – изследвания за трансформацията и обмена на енергия и вещества в океана и единството на основните технически средства за тяхното изследване. Главните практически цели на океанологията са обезпечаване на безопасността и повишаване на ефективността на надводното и подводно корабоплаване, използването на биоложките, минералните и енергийни ресурси на водите и дъното на океана и усъвършенстване на методите за прогнозиране на времето.

## Етимология
Името на науката води началото си от героя от древногръцката митология – титана Океан, който е син на Уран и Гея, изобразяван като море, което заобикаля сушата от всички страни и дава началото на всички земни реки. Неговата сестра Тетида, която му става съпруга, е дала името си на древния океан Тетис (Тетида), който през мезозойската ера е отделял континентите Лавразия (днешна Северна Америка, Европа и Азия) от Гондвана (днешни Южна Америка, Африка, Мадагаскар, Индия, Австралия и Антарктида). Черно море наследява част от басейна на този древен океан. Титанът Океан е известен със своето миролюбие и доброта. Безуспешно се опитва да примири Прометей със Зевс (Есхил, „Прикованият Прометей“). Според представите на древните гърци западният край на океана е входът към подземното царство.

## Научни и практически способи
Океанологията се базира основна на данни събрани от корабните измервания – измерване на дълбочини на места с определени координати; хидроложки станции, на които на различни дълбочини се измерва температурата и се вземат проби от водата за определяне на нейната соленост и други химичиски и оптически характеристики; измерване на повърхностните и дълбочинни течения; визуална оценка на вълнението и неговото измерване с вълнограф; специални хидроакустични измервания; оценка на цвета на водата и измерване на нейната прозрачност в дълбочина; характеристика на ледовете, проби от дъното на океана, вземане на биологични образци. Редица измервания се правят и от бреговите и островните станции (морско ниво, прили, вълнание, температура и др.).
Световният океанографски каталог съдържа данни за около 200 000 постоянни и временни хидроложки станции. Те са базирани предимно в Северното полукълбо, в крайбрежните акватории на океаните, на дълбочина 500 – 2000 m и повечето от тях действат през спокойните годишни сезони. Натрупването на данни за дълбочината на океана обезпечава съставянето на батиметрични карти, а редица морета и крайбрежни акватории са описани много подробно. Данните събрани от океанологията се явяват научна основа за работата на хидрографските служби по съставянето на навигационни карти, таблици, пособия и лоции. Понастоящем широко се използват непрекъснатите изследвания на автоматичните буйови станции, а с помощта на спътниците в орбита около Земята се изследват релефа на дъното, температурата, заледеността, вълнението, цвета на водата и много други.

## Океаноложки дисциплини

### Физическа океанология
Физическата океанология или физика на морето включва хидротермодинамиката, акустиката и оптиката на океана, изследване на неговата радиоактивност (ядрена хидрофизика) и електромагнитното поле в нея. Хидротермодинамиката на океана се занимава с изследването на неговия топлинен и воден баланс и вариациите на нивото му; формирането на неговата температурна, соленостна и плътностна стратификация; вертикалната тънкослойна микроструктура; ледовите условия в околополярните морета; синоптичните, денонощните, сезонните и годишните колебания; динамиката на ветровите, вътрешните и хидроскопичните вълни (вълни на Росби); инерционните и приливните колебания и вълните цунами; турбулентност и конвекция; молекулярните процеси на повърхността на океана. Акустиката на океана изследва закономерностите в разпространението на звуковите вълни в него (главни средства за подводни наблюдения и връзка) и природните шумове. Оптиката на океана се занимава с изучаването, разпространението, разсейването и поглъщането на светлината във водите му. Най-големият проблем във физическата океанология е изясняването на закономерностите при взаимодействието на океана с атмосферата, образуващи основата за дългосрочни прогнози на времето и изменчивостта на океана за теорията за климата. Той включва две основни мероприятия: дребномащабни – формирането на потоците и количеството на движенията, топлината и влажността на повърхността на океана; едромащабни – взаимовръзката между дългосрочните глобални изменения в океана и атмосферата.

### Химическа океанология
Химическата океанология включва хидрохимията на водите на океана и геохимията на дънните наслаги. Хидрохимията се занимава с количественото изследване на веществата, съдържащи се във водите му, техният елементарен и изотопен състав, йонните и молекулярни форми, физикохимичните и биохимични превръщания. Особено внимание се отделя на солеността на водата, разтворените кислород и въглерод в нея, разтворите от съединенията на фосфора и азота, силициевата киселина, органичния въглерод. Основните проблеми пред химическата океанография са: химическия баланс на океана – неговия химичен обмен с континентите чрез вливащите се речни води, с атмосферата и дъното; идентификация на различните водни маси; произхода и геохимическата еволюция на водите му; извличането на ценни вещества от морската вода; химическото замърсяване на океана с нефт, ДДТ, олово, живак и др. Геохимията на дънните наслаги се занимава с изучаването на техния химичен състав, миграцията, превръщането и концентрацията на веществата в тях, химическите процеси и тяхната диагенеза (превръщане в утаечни скали) и формирането на седиментни находища на полезни изкопаеми.

### Геоложка океанология
Геоложката океанология включва всички раздели на геологията, геофизиката и геохимията в изграждането на земната кора под морското дъно. Тя непосредствено изучава релефа на морското дъно; състава и процесите за образуването на съвременните дънни наслаги; стратиграфията, литологията, минералогията и геохимията на дънните океански пластове, петрографията на магмените скали по дъното на океана; структурата на пластовете на земната кора (чрез сеизмично сондиране и непрекъснато сеизмопрофилиране); топлинните потоци по дъното, гравитационните и матнитните аномалии и други геофизически характеристики. Големите проблеми пред геоложката океанология са изследванията на полезните изкопаеми на повърхността и в недрата на океанското дъно (нефт, газ, минерали, железно-манганово-полиметални конкреции, металоносни наслаги, фосфорити и др.) и закономерностите при формирането на техните находища; геоложката история на океаните и глобалната тектоника на Земята – формиране на средищните океански хребети, океанските плочи и дълбоководните падини, движението на океанското дъно, дрейфа на континентите.

### Биоложка океанология
Биоложката океанология се занимава с изучаване на живите организми в океана – планктон, нектон, бентос и микроорганизми. Изучава тяхната систематика, физиология, биология на развитие, биохимия, екология, биогеография, еволюционна история, хранителни взаимоотношения, структура и функциониране на биоложките общества, динамика на популацията на животински организми с промишлено значение. Промишлена океанография изследва влиянието на океанските фактори за тяхната популация, численост и поведение на организмите с промишлено значение и прогноза за тяхната бъдеща популация. Най-големите проблеми през биоложката океанология са бонитета на неговата акватория, т.е оценка на биомасата и годишната продукция на важните организми за промишлеността; управление на биологичната продуктивност на океана, т.е изкуственото създаване на повишена продуктивност на ценните организми (аквакултури).

## Институти в България
- Институт по океанология „Професор Фритьоф Нансен“ – Българска академия на науките
- Институт по металознание, съоръжения и технологии „Акад. Ангел Балевски“ с Център по хидро- и аеродинамика – Българска академия на науките
- Институт по рибни ресурси – ССА
- ВВМУ „Н. Й. Вапцаров“